# Aussac-Vadalle
Aussac-Vadalle és un municipi francès situat al departament del Charente i a la regió de la Nova Aquitània. L'any 2007 tenia 402 habitants.

## Demografia

### Població
El 2007 la població de fet d'Aussac-Vadalle era de 402 persones. Hi havia 164 famílies de les quals 32 eren unipersonals (12 homes vivint sols i 20 dones vivint soles), 72 parelles sense fills, 52 parelles amb fills i 8 famílies monoparentals amb fills.
La població ha evolucionat segons el següent gràfic:
Habitants censats

### Habitatges
El 2007 hi havia 211 habitatges, 166 eren l'habitatge principal de la família, 25 eren segones residències i 20 estaven desocupats. 209 eren cases i 2 eren apartaments. Dels 166 habitatges principals, 138 estaven ocupats pels seus propietaris, 24 estaven llogats i ocupats pels llogaters i 4 estaven cedits a títol gratuït; 1 tenia una cambra, 7 en tenien dues, 19 en tenien tres, 45 en tenien quatre i 94 en tenien cinc o més. 119 habitatges disposaven pel capbaix d'una plaça de pàrquing. A 58 habitatges hi havia un automòbil i a 94 n'hi havia dos o més.

### Piràmide de població
La piràmide de població per edats i sexe el 2009 era:
| Homes | Edats   | Dones |
| ----- | ------- | ----- |
| 0     | 95 o +  | 0     |
| 0     | 90 a 94 | 0     |
| 4     | 85 a 89 | 4     |
| 0     | 80 a 84 | 4     |
| 8     | 75 a 79 | 12    |
| 12    | 70 a 74 | 8     |
| 0     | 65 a 69 | 12    |
| 8     | 60 a 64 | 4     |
| 12    | 55 a 59 | 8     |
| 12    | 50 a 54 | 16    |
| 12    | 45 a 49 | 16    |
| 32    | 40 a 44 | 32    |
| 0     | 35 a 39 | 4     |
| 20    | 30 a 34 | 8     |
| 4     | 25 a 29 | 16    |
| 16    | 20 a 24 | 4     |
| 28    | 15 a 19 | 20    |
| 12    | 10 a 14 | 20    |
| 0     | 5 a 9   | 8     |
| 0     | 0 a 4   | 4     |

## Economia
El 2007 la població en edat de treballar era de 270 persones, 212 eren actives i 58 eren inactives. De les 212 persones actives 196 estaven ocupades (106 homes i 90 dones) i 16 estaven aturades (5 homes i 11 dones). De les 58 persones inactives 17 estaven jubilades, 21 estaven estudiant i 20 estaven classificades com a «altres inactius».

### Ingressos
El 2009 a Aussac-Vadalle hi havia 177 unitats fiscals que integraven 409 persones, la mediana anual d'ingressos fiscals per persona era de 17.911 €.

### Activitats econòmiques
Dels 16 establiments que hi havia el 2007, 3 eren d'empreses extractives, 1 d'una empresa alimentària, 1 d'una empresa de fabricació d'altres productes industrials, 3 d'empreses de construcció, 2 d'empreses de comerç i reparació d'automòbils, 1 d'una empresa de transport, 2 d'empreses d'hostatgeria i restauració, 1 d'una empresa d'informació i comunicació, 1 d'una empresa de serveis i 1 d'una empresa classificada com a «altres activitats de serveis».
Dels 5 establiments de servei als particulars que hi havia el 2009, 1 era un taller de reparació d'automòbils i de material agrícola, 1 guixaire pintor, 1 perruqueria i 2 restaurants.
Dels 2 establiments comercials que hi havia el 2009, 1 era una botiga de menys de 120 m² i 1 una fleca.
L'any 2000 a Aussac-Vadalle hi havia 17 explotacions agrícoles que ocupaven un total de 1.212 hectàrees.

## Equipaments sanitaris i escolars
El 2009 hi havia una escola elemental integrada dins d'un grup escolar amb les comunes properes formant una escola dispersa.

## Poblacions més properes
El següent diagrama mostra les poblacions més properes.